# 科列茨區

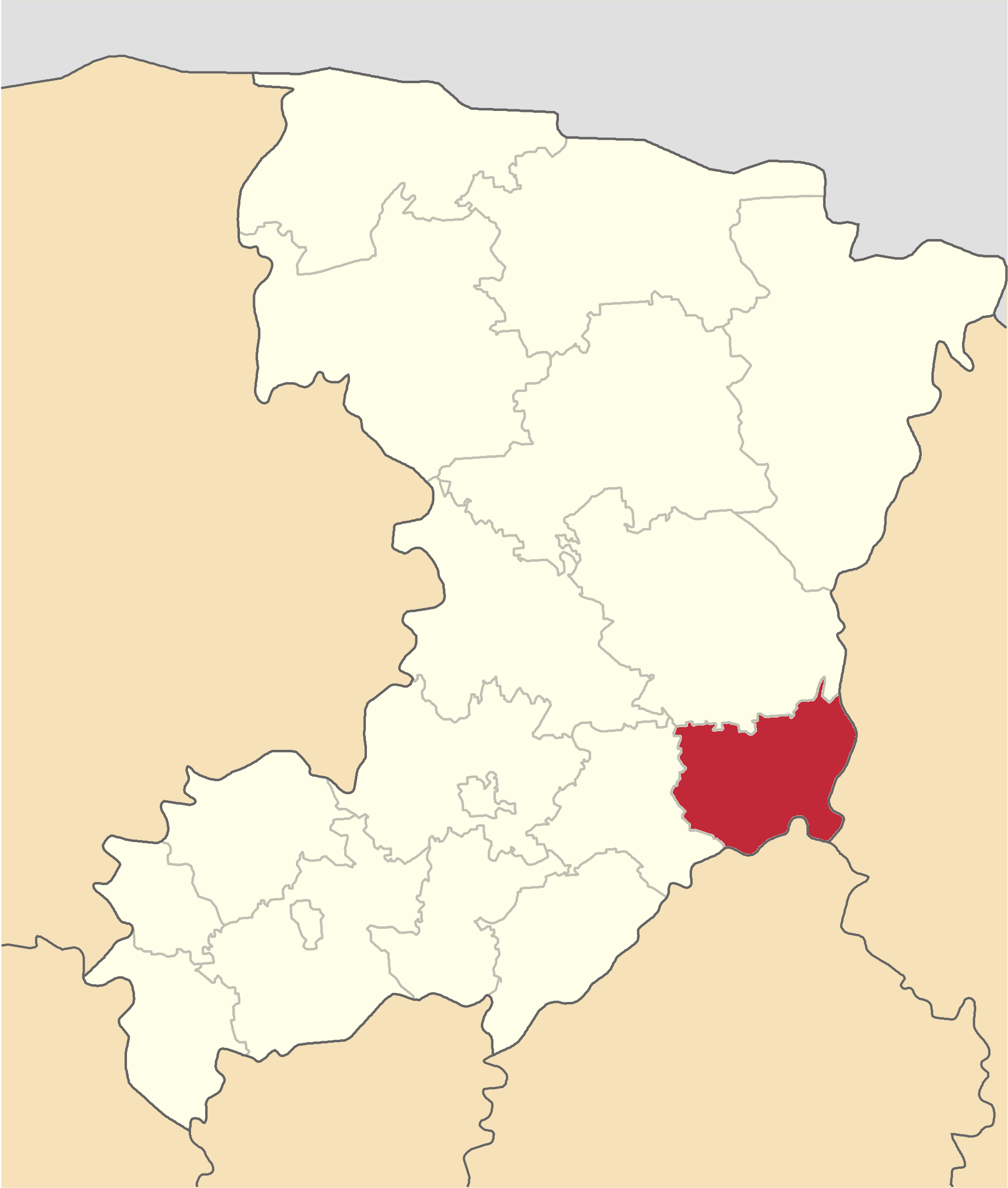

科列茨區（烏克蘭語：Корецький район）是位於烏克蘭西北部羅夫諾州的舊區，首府設於科列茨，並於2020年被撤銷。該區面積720平方公里，2015年人口數為33,757，人口密度每平方公里46.88人。